# Landesbetrieb Bau und Immobilien Hessen
Der Landesbetrieb Bau und Immobilien Hessen (LBIH) ist der zentrale Bau- und Immobiliendienstleister der hessischen Landesverwaltung und übernimmt im Auftrag des Landes Hessen Aufgaben im Bau-, Transaktions- und Gebäudemanagement.
Dabei umfasst das Spektrum in der Bauwirtschaft staatliche Hochbauprojekte, etwa Verwaltungsgebäude, Justizvollzugsanstalten, Gerichte, Polizeipräsidien, Hochschulbauten, Bibliotheken, unter Denkmalschutz stehende Gebäude, Museen und Staatstheater sowie historische Bauten und Objekte wie Burgen, Schlösser und Denkmäler. Der LBIH realisiert außerdem die zivilen und militärischen Bauvorhaben in Hessen.
Im Bereich Standortmanagement sichert der LBIH eine wirtschaftliche Behördenunterbringung. Im Gebäudemanagement bearbeitet der kaufmännisch eingerichtete Landesbetrieb die infrastrukturellen, technischen und kaufmännischen Aufgaben rund um die Immobilie. Insofern landeseigene Immobilien nicht mehr benötigt werden, kümmert sich der LBIH um deren Vermarktung, dazu zählen auch Fiskalerbschaften.
Gegründet wurde der LBIH durch die Fusion der bisherigen Landesbetriebe Hessisches Immobilienmanagement (HI) und Hessisches Baumanagement (hbm). Der LBIH hat deren Aufgaben und Zuständigkeiten übernommen. Der Sitz der Zentrale ist in Wiesbaden. Weiter unterhält der LBIH Niederlassungen in Kassel, Fulda, Gießen, Frankfurt am Main, Darmstadt und Wiesbaden sowie die Neubauleitung Paul-Ehrlich-Institut in Langen.

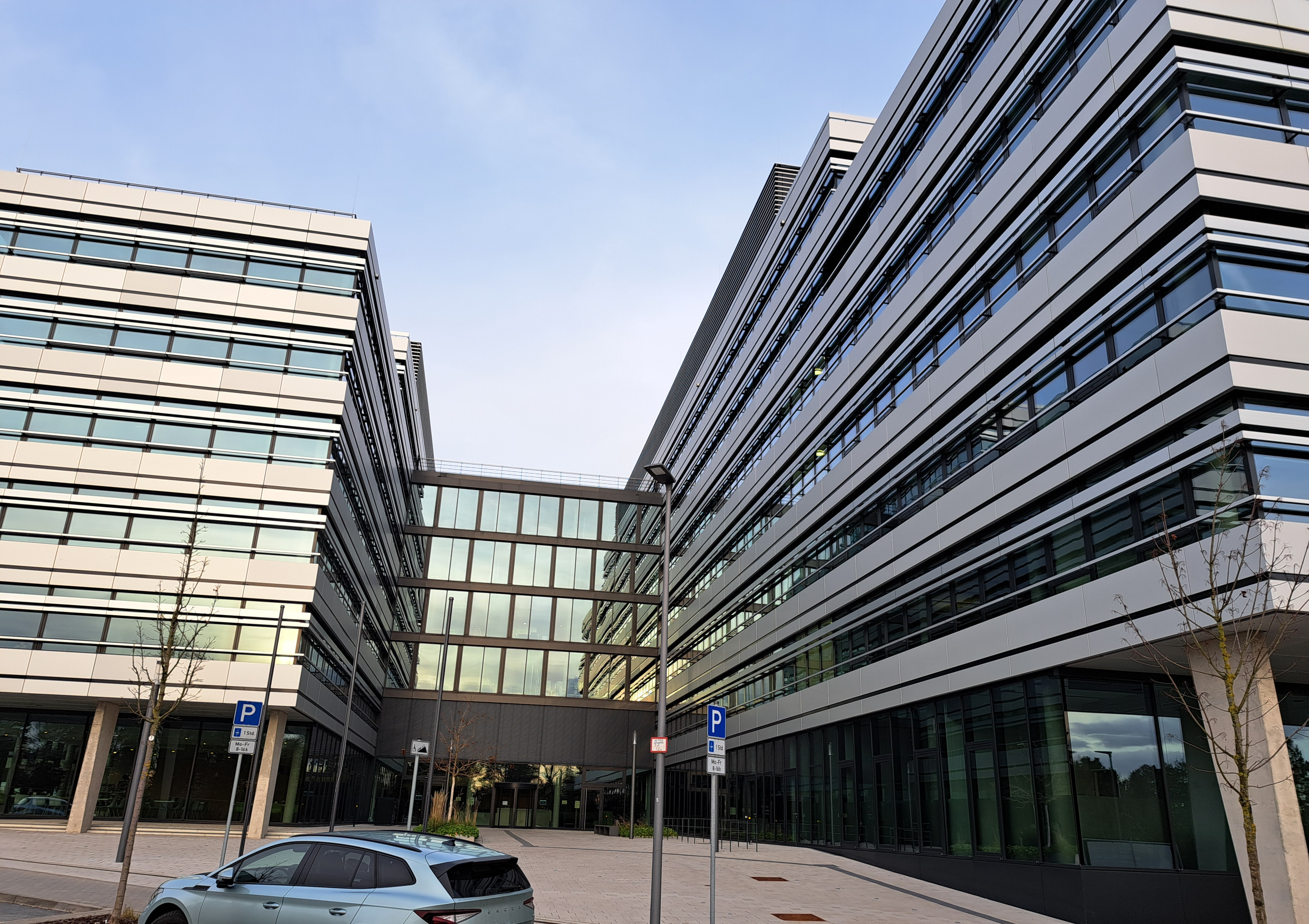
Zentrale des LBIH in Wiesbaden

Der Landesbetrieb untersteht der Dienst- und Fachaufsicht des Hessischen Finanzministeriums. Bei der Erledigung der Bauaufgaben des Bundes obliegt die Fachaufsicht den zuständigen Bundesministerien und der Bundesbauabteilung der Oberfinanzdirektion Frankfurt am Main. Mit rund 2400 Bediensteten verantwortet der LBIH ein jährliches Bauvolumen von rund 500 Millionen Euro. Zudem betreut der LBIH landesweit rund 1800 Gebäude mit einer Gesamtfläche von circa 3,2 Millionen Quadratmetern.

## Projekte und Liegenschaften
Der LBIH ist im Bau- bzw. Gebäudemanagement u. a. mit folgenden Projekten und Liegenschaften beschäftigt:
Burgen und Schlösser: Schloss Biebrich (Wiesbaden), Sababurg (Hofgeismar), Burg Breuberg, Veste Ozberg, Burg Hohenstein, Schloss Bad Homburg, Schloss Auerbach, Schloss Rauischholzhausen, Schloss Erbach (Odenwald), Schloss Lichtenberg, Burg Lindenfels, Burg Hirschhorn, Löwenburg (Kassel), Schloss Heiligenberg (Jugenheim), Schloss Spangenberg, Landgrafenschloss Marburg, Schloss Weilburg
Hochschulen/Bibliotheken: Hochschul- und Landesbibliothek RheinMain, Hochschule für Gestaltung (Offenbach), Universitätsbibliothek Gießen, Hochschule Fulda, Johann Wolfgang-Goethe Universität Frankfurt am Main, Technische Universität Darmstadt, Technische Hochschule Mittelhessen, Universität Kassel
Denkmäler/Sonstiges: Herkules Kassel, Niederwalddenkmal (Rüdesheim am Rhein), Sprudelhof (Bad Nauheim), Hessisches Landgestüt Dillenburg, Bergpark Wilhelmshöhe, Wilhelmsbad (Hanau), Flugplatz Wiesbaden-Erbenheim
Polizeipräsidien/Justizzentren/Vollzugsanstalten: Justizvollzugsanstalt Butzbach, Polizeipräsidium Frankfurt am Main, Justizzentrum Wiesbaden
Museen/Theater: Keltenwelt am Glauberg (Glauburg), Hessisches Landesmuseum Darmstadt, Staatstheater Darmstadt, Museum Wiesbaden
Kirchen und Klöster: Kloster Eberbach, Kloster Lorsch, Kloster Konradsdorf, Limburger Dom, Elisabethkirche Marburg, Kloster Seligenstadt
Ämter: Plenarsaal Hessischer Landtag, Bundeskriminalamt Wiesbaden
Kliniken: Universitätsklinikum Frankfurt, Universitätsklinikum Gießen